# Dracunculiasis

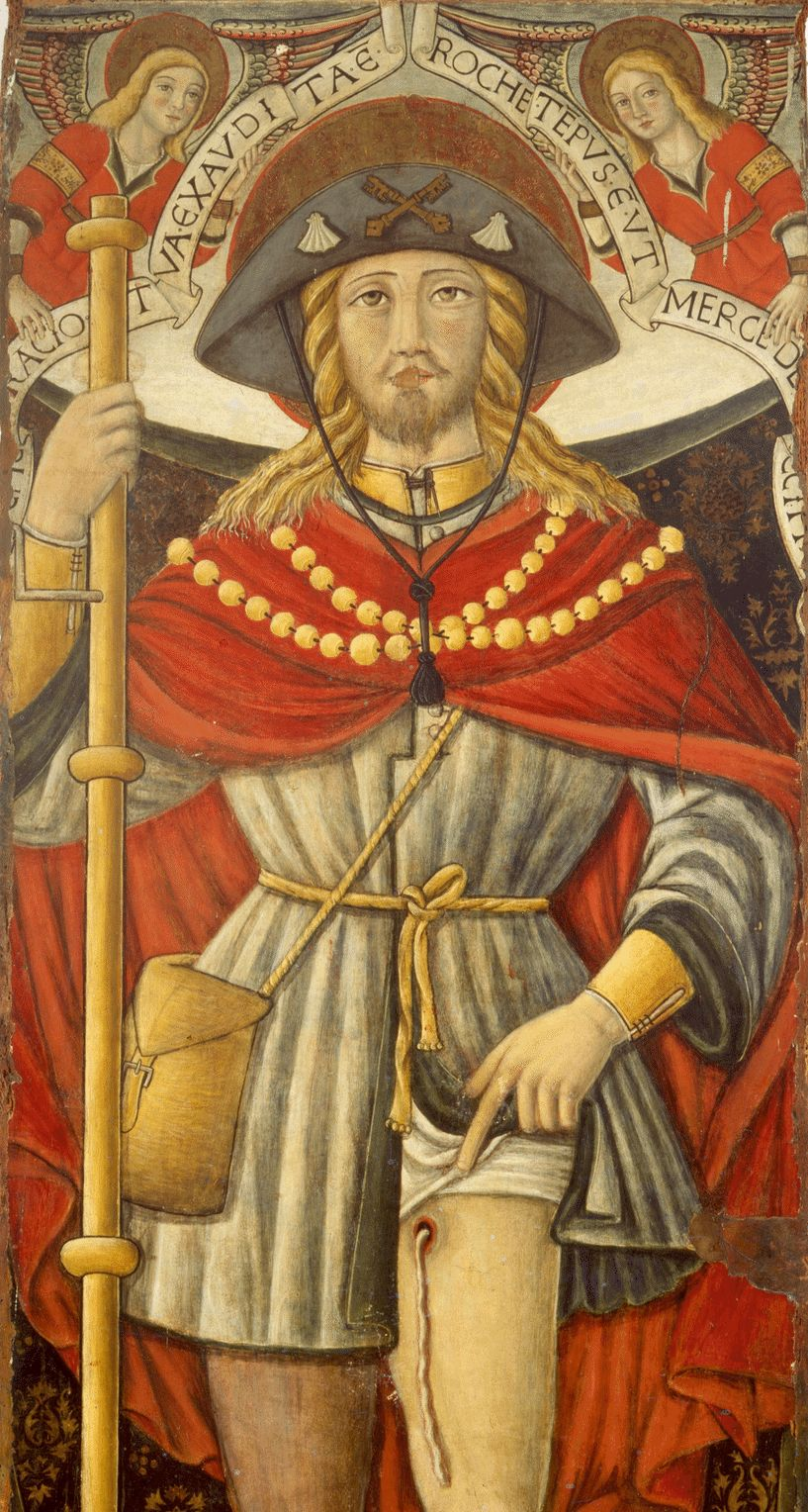
Szent Rókus 15. századi ábrázolása a guineaféreggel

A dracunculiasis, amely guineaféreg-betegség néven is ismert, a guineaféreg által okozott fertőzés. Emberbe guineaféreg-lárva által fertőzött vízibolha viszi, ha ivóvízzel a személy szervezetébe kerül. Kezdetben tünetmentes. Körülbelül egy év elteltével a személy fájdalmas égető érzést tapasztal, amikor a féreg hólyagot formal a bőrben, rendszerint az alsó végtagokban. Néhány héttel ezután a féreg a bőr felszínére mászik. Ez idő alatt a járás és munkavégzés nehézségekbe ütközhet. A betegség csak nagyon ritka esetben halálos.
Az ember az egyedüli emlős, amelyet a guineaféreg megfertőz. A féreg kb. egy-két milliméter széles, a kifejlődött nőstény 60-100 centiméter hosszú (a hímek rövidebbek). Az emberi testen kívüli tojások legfeljebb három héten keresztül maradnak életben. A vízi bolha ez időn belül kell, hogy elfogyassza őket. A vízi bolhában lévő lárva négy hónapon keresztül marad életben. Ezért a betegség olyan területen fejlődik ki, ahol a személyek egy helyben maradnak. A betegséget rendszerint a betegség jelei és tünetei alapján lehet diagnosztizálni.
A megelőzés korai diagnózissal lehetséges, majd annak elkerülésével, hogy a páciens a sebet ivóvízbe mártsa. Egyéb törekvések: tiszta vízhez való hozzáférés lehetőségének javítása és vízszűrés, ha a víz nem tiszta. Gyakran a vásznon keresztüli szűrés elegendő. A fertőzött ivóvizet vegyileg úgynevezett temefosszal kezelik a lárva megöléséhez. Nincs gyógyszer vagy oltás a betegség gyógyítására. A férget néhány hét alatt el lehet távolítani egy pálcikára tekerve. A kitörő féreg által képzett fekélyt baktérium elfertőzheti. A fájdalom a féreg eltávolítása után akár néhány hónappal is érezhető lehet.
2013-ban 148 esetet regisztráltak. A szám 1986-ban 3,5 millió volt. Mára már csak négy afrikai országban létezik, ez a szám a 80-as években 20 volt. A legfertőzöttebb ország Dél-Szudán. Nagyon valószínű, hogy ez lesz az első kipusztított parazitás betegség. A guineaféreg-betegséget ősidőktől kezdve ismerjük. Az Ebers tekercsekben már meg lett említve, amely i. e. 1550-re datálható. A „dracunculiasis” név jelentése latinul ’kis sárkányok miatti megpróbáltatás’, míg a „guineaféreg” megnevezést az európaiak adták, miután a 17. században találkoztak a betegséggel Guinea partjain, Nyugat-Afrika területén. A guineaféreghez hasonló fajok egyéb állatfajokban okoznak betegségeket. Ezek nem támadják meg az embert. Elhanyagolt trópusi betegségként osztályozott.